# A4 (Portugal)
De A4 Auto-estrada Transmontana of Auto-estrada de Trás-os-Montes e Alto Douro is een autosnelweg in Portugal die van Matosinhos naar Amarante loopt. De A4 is 223 kilometer lang. In 2016 werd de Túnel do Marão geopend, met 5,6 kilometer de langste tunnel in Portugal. 
A1 · 
A2 · 
A3 · 
A4 · 
A5 · 
A6 · 
A7 · 
A8 · 
A9 · 
A10 · 
A11 · 
A12 · 
A13 ·
A13-1 · 
A14 · 
A15 · 
A16 · 
A17 · 
A18 · 
A19 · 
A20 · 
A21 · 
A22 · 
A23 · 
A24 · 
A25 · 
A26 · 
A27 · 
A28 · 
A29 · 
A30 · 
A31 · 
A32 · 
A33 · 
A34 · 
A35 · 
A36 · 
A37 · 
A38 · 
A39 · 
A40 · 
A41 · 
A42 · 
A43 · 
A44 · 
A47 · 
A48 · 
VRI